# Collegio degli Ingegneri della Toscana

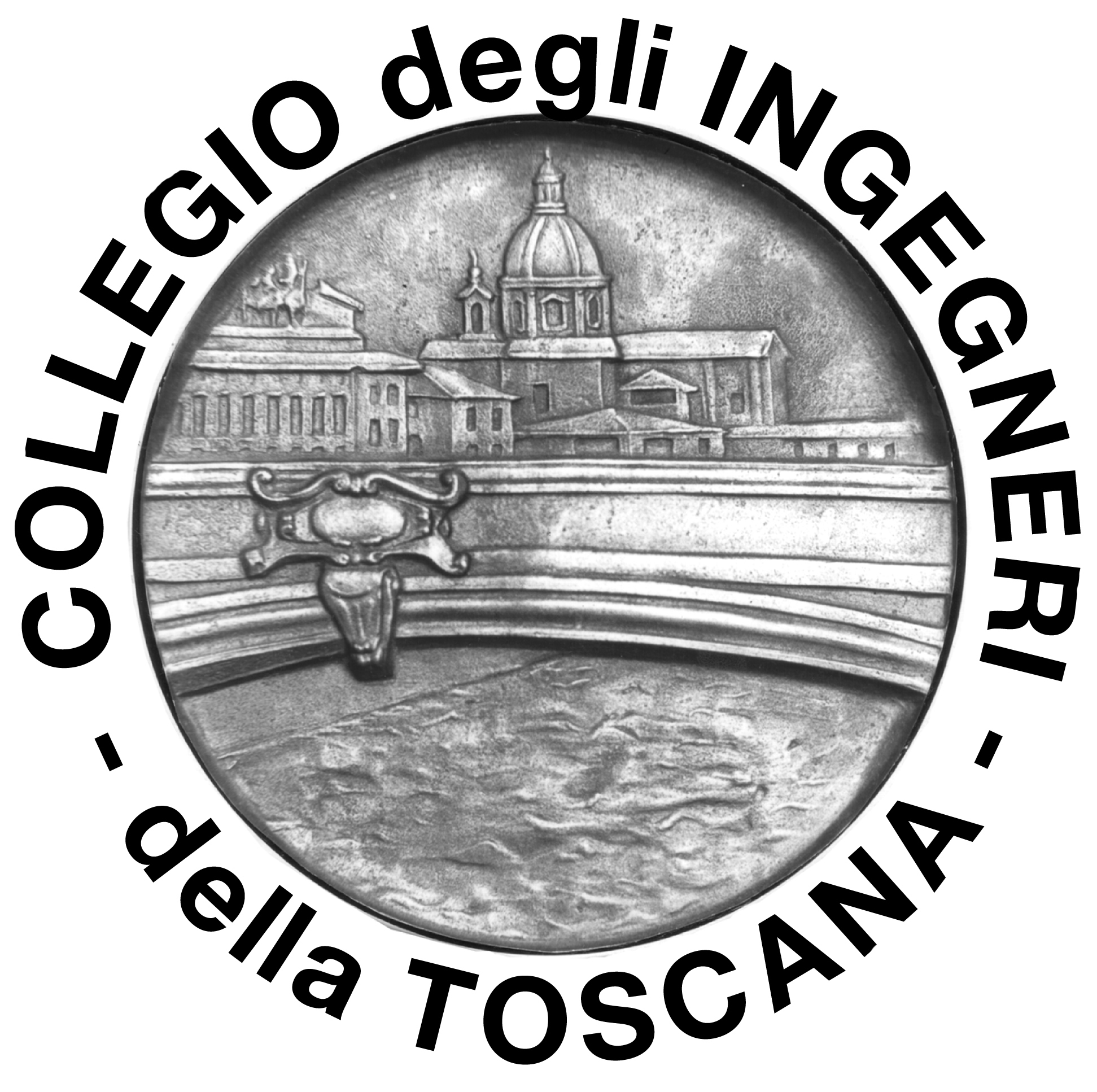
Collegio degli Ingegneri della Toscana

Il Collegio degli Ingegneri della Toscana è un'associazione culturale senza fini di lucro fondata a Firenze nel 1876 con il nome di “Collegio degli Architetti e Ingegneri in Firenze” da eminenti professionisti del tempo . Sin dalla fondazione, e fino alla istituzione degli Ordini Professionali nel 1923, ha svolto anche la funzione di tutela professionale degli iscritti. Oggi le attività prevalenti del Collegio sono la diffusione e l’approfondimento delle conoscenze tecniche e scientifiche e la formazione professionale, in stretta collaborazione con le Università e gli Ordini professionali, in tutti i campi dell’ingegneria e dell’architettura.
Il Collegio raccoglie al suo interno soci laureati in ingegneria o persone fisiche che, pur non essendo in possesso di tale titolo, possono esercitare la professione di Ingegnere secondo le normative vigenti e i soggetti che operano nel settore dell’ingegneria, in Italia o all’estero, che condividono le finalità del Collegio e che partecipano alle attività dello stesso con la loro opera, le loro competenze e le loro conoscenze.

## Storia
Il Collegio degli Ingegneri della Toscana fu fondato nel 1876 come “Collegio degli Architetti e Ingegneri in Firenze” per iniziativa di un comitato promotore i cui componenti furono l’ingegner Ubaldino Peruzzi, in quegli anni sindaco di Firenze, l’ingegnere ed architetto Felice Francolini, l’architetto Emilio De Fabris (direttore dell’Istituto di Belle Arti di Firenze), l’ingegner Luigi Del Sarto  (direttore dell’ufficio tecnico comunale), l’ingegnere David Duranti (direttore dell’uffizio tecnico provinciale), l’ingegner Giacomo Romoli (ingegnere capo del Genio Civile di Firenze), l’ingegnere Giovanni Pini , l’ingegnere Francesco Petrini (allora deputato provinciale), il futuro senatore Giovanni Morandini, Alessandro Cantagalli e Carlo Capei.
Il primo presidente fu il professor Francolini e presidente onorario il sindaco Peruzzi. Il Morandini e il De Fabris vennero eletti quali vicepresidenti, il Pini segretario, l’architetto Michelangelo Majorfi tesoriere economo e il Del Sarto, il Duranti e il Cantagalli consiglieri. Successivamente vennero eletti, invece, quale vicesegretario l’ingegner Augusto Zannoni e come ulteriori consiglieri gli ingegneri Giuseppe Grattarola  e il conte Guido Vimercati  (Giuseppe Poggi, che era stato pur proposto quale consigliere, aveva rinunciato, suggerendo di concentrare i voti “su coloro che rappresentano la ingegneria industriale e la mineraria”).

Tra i Presidenti e i consiglieri del passato si possono ricordare Marco Treves , Giuseppe Poggi, Leone Poggi, Pier Luigi Nervi, Mario Licciòli, Guido Corbellini, Emilio Brizzi , Eugenio Giani, Ferdinando Rossi, Giuseppe Padellaro, Gennaro Tampone. Tra i soci onorari si possono menzionare Arnaldo Maria Angelini, Paolo Blasi, Umberto Colombo, Hèléne Dubois, Enzo Ferroni , Antonio Giornelli, Francesco Gurrieri, Cesare Marchetti, Mauro Matteini, Franco Scaramuzzi.

## Scopi dell'associazione
Il Collegio non ha scopo di lucro, è apartitico e persegue finalità civiche, solidaristiche e di utilità sociale e opera allo scopo di contribuire al progresso scientifico, pratico e artistico, di tutto ciò che si riferisce alle professioni dell’architetto e dell’ingegnere.
Le attività prevalentemente svolte sono dibattiti, conferenze, convegni e corsi di formazione professionale in stretta collaborazione con le Università e gli Ordini professionali, favorendo l’avanzamento scientifico e tecnico dell’ingegnere. Organizza visite tecniche e presentazioni di strutture, infrastrutture, impianti e quanto altro afferente principalmente alla professione di ingegnere. Inoltre organizza e patrocina conferenze, seminari e congressi specialistici, anche internazionali, dei quali, in qualità di editore, pubblica gli atti.
L’organo ufficiale di stampa del Collegio è il Bollettino ingegneri, rivista diffusa prevalentemente in Italia centrale. La rivista, oltre a svolgere il compito istituzionale di informazione dell’attività tecnica e scientifica compiuta dal Collegio, pubblica contributi originali di ingegneria e di architettura, una Edilguida e il prezzario dei materiali e delle opere edili private aggiornato semestralmente.
Il Collegio è uno dei ventisette membri (tredici in rappresentanza di soggetti pubblici e quattordici in rappresentanza di soggetti privati) della Commissione Istituzionale Prezzi (C.I.P.) istituita dalla Regione Toscana con Legge regionale n. 30 del 14/9/2022  che risponde, per la sua funzione e composizione, a quanto previsto dalle linee guida per la determinazione dei Prezzari regionali approvate dal Ministero delle infrastrutture con decreto del 13 luglio 2022 .

## Sede e organigramma
La sede del Collegio dal 2014 è a Firenze in via della Fortezza 6.
Precedenti sedi del Collegio, a Firenze, sono state:
- La sede della Palazzini Francolini in via della Mattonaia e di palazzo Spini Feroni in via Tornabuoni (1876-1901)
- La sede di palazzo Alberti in via dei Benci (1901-1906)
- La sede di palazzo Niccolini in via dei Servi (1906-1925)
- La sede di palazzo Corsi Guicciardini in via Ghibellina (1925-1932)
- La sede nel palazzo di via dei Bardi (1932-1936)
- La sede in palazzo Capponi sul lungarno Guicciardini (1936-1943; 1945-1999)
- La sede nella palazzina Venturi Ginori in via della Scala (1999-2011)
- La sede nel palazzo di Via Cavour (2011-2013)

Il Collegio è amministrato da un Consiglio Direttivo composto da 11 membri che viene eletto ogni quattro anni; altri organi sono il Collegio dei Probi Viri e il Collegio dei Sindaci revisori.
Presidente del Collegio per il quadriennio 2021-2025 è il Prof. Ing. Paolo Spinelli.
Presso la sede del Collegio ha sede la biblioteca, accessibile anche ai non soci . L’archivio storico del Collegio dal 2006 è archivio tutelato . Parte del fondo librario del Collegio è stato donato negli anni ’70 alla biblioteca della Facoltà di Ingegneria di Firenze dall’allora Presidente Fernando Rossi . Il lascito comprende circa 300 monografie e 31 testate di riviste pubblicate tra l'inizio dell'Ottocento e la prima metà del Novecento, prevalentemente di ingegneria meccanica, idraulica, del vapore e ferroviaria. Il fondo è attualmente collocato nell'atrio della Scuola di Ingegneria dell'Università di Firenze, dove i pezzi più significativi per la storia dell'ingegneria sono esposti a rotazione.

## Rivista
L’organo ufficiale del Collegio a partire dal 1953 è la rivista Bollettino ingegneri (ISSN 2035-2417), attualmente inclusa nell’elenco delle riviste ANVUR per l’area 08 (Ingegneria civile e Architettura).
Il primo numero della rivista è uscito nel novembre del 1953 con allora direttore l’ingegner Eugenio Giani, vicepresidente del Collegio e importante funzionario dell’ufficio tecnico erariale di Firenze. La sede della rivista è stata presso il Palazzo della Borsa merci in via Por Santa Maria a Firenze. Il Bollettino ingegneri, che nel 1954 diviene anche il portavoce dei Costruttori della Toscana, si qualifica immediatamente, oltre che per un rigoroso prezzario, per la pubblicazione quasi su ciascun numero di un’importante opera toscana realizzata per lo più in cemento armato come dighe, autorimesse, centrali elettriche, viadotti e ponti. Inoltre, due speciali sezioni della rivista erano dedicate ai “problemi regionali” (nuove strade e autostrade, piani regolatori, ecc.) e ai “problemi cittadini” di Firenze (come, ad esempio, l’approvvigionamento idrico). Ben presto si aggiunge anche la “rubrica d’arte”, concernente aspetti storico-artistici e curiosità architettoniche fiorentine. Si trattava di un elemento culturale assai importante, che migliorava la qualità della rivista e che, sebbene costituito inizialmente da brevi articoli divulgativi, rappresentava embrionalmente lo sviluppo di quello che sarà, nei decenni seguenti, un importante filone della rivista ossia quello degli studi su particolari aspetti inediti della storia dell’architettura e dell’urbanistica. Nel 1955 nel numero di ottobre, ad esempio, uscì un breve ma interessante articolo di Ferdinando Rossi, concernente i restauri all’armatura lignea di sostegno della palla e della croce che serrano il lucernario della cupola del Duomo di Firenze, mentre nell’aprile del 1956 fu dato ampio spazio al nuovo quartiere residenziale popolare dell’Isolotto, del quale parlò l’ingegner Alberto Bigazzi, voluto dal sindaco Giorgio La Pira, urbanisticamente disegnato dagli architetti Pastorini, Pellegrini e Tiezzi e dagli ingegneri Burci, Giuntoli e Poggi (tutti e tre soci del Collegio).
A partire dagli anni novanta, sotto la direzione di Gennaio Tampone (che ne è stato direttore dal 1989 al 2002), la rivista inizia a caratterizzarsi per la pubblicazione di numeri monografici realizzati con la stretta collaborazione di accademici. Tra questi è possibile ricordare l’uscita del gennaio del 1991, curata da Andrea Chiarugi e dedicata agli studi sulla Cupola di Santa Maria del Fiore da lui coordinati, e l’uscita dell’aprile del 1999 riportante gli atti di una giornata di studi dedicata a Sergio Musmeci e tenutasi a Firenze nella sede dell’Accademia delle Arti del Disegno a cui, fra gli altri, parteciparono Francesco Guerrieri, Piero Pozzati , Salvatore Di Pasquale e Massimo Majowiecki.
Tra gli anni '70 e '90 le copertine della rivista furono disegnate dall’architetto Roberto Segoni, allievo ed amico di Giovanni Koenig, divenendo veri e propri "pezzi" di arte della grafica e del design editoriale.